# Santa Cruz (Santiago do Cacém)
Santa Cruz is een plaats (freguesia) in de Portugese gemeente Santiago do Cacém en telt 500 inwoners (2001).